# Damoetas
Damoetas is een geslacht van spinnen uit de familie springspinnen (Salticidae).

## Soorten
De volgende soorten zijn bij het geslacht ingedeeld:
- Damoetas nitidus (L. Koch, 1880)